# 料酒
料酒是烹饪用酒的称呼。

## 原理
主要用在烹调肉類、家禽、海鲜和蛋等动物性原料的时候用來去腥。烹调过程中，酒精帮助溶解菜肴内的有机物质，其他料酒内的少量挥发性成分与菜肴原料作用，产生新的香味并减少腥膻和油腻的口感。一说酒精与食物中的羧酸反应产生芳香且有挥发性的酯类化合物。烹调完毕后，大部分酒精受热挥发，而不存留在菜肴内。
次要作用是部分替代烹调用水，增加成品的滋味。

## 中国菜中的料酒
为酒精濃度偏低（10－25%）的酿造酒，以黄酒为主，也有使用米酒、汾酒等酒的。有些在酿造阶段还特别加入花椒、大料、桂皮等传统调味料。也有以白酒、啤酒等入馔的。

## 西餐烹饪用酒
一般是廉价的葡萄酒（特别是干紅葡萄酒）、雪利酒和味美思等。一些特定地区的菜肴，例如中欧和东欧的炖牛肉经常加啤酒。啤酒也被用来调制一些炸食物的裹粉。

## 使用举例
- 炒鸡蛋加1－2勺料酒，去腥而且使得成品质地柔嫩。
- 鱼在烹制前放在料酒、椒盐的混合物中短时间腌制，能够去腥，入味和增加香味。
- 日本菜肴中的照燒汁成分之一是米酒，味醂也常用於照燒料理，由糯米發酵而成。

## 酒類相關菜
- 醉雞
- 燒酒雞
- 薑母鴨
- 羊肉爐